# 三谷駅 (山口県)
三谷駅（みたにえき）は、山口県山口市阿東生雲東分字三谷にある、西日本旅客鉄道（JR西日本）山口線の駅である。
特急「スーパーおき」も停車する。

## 歴史
- 1918年（大正7年）

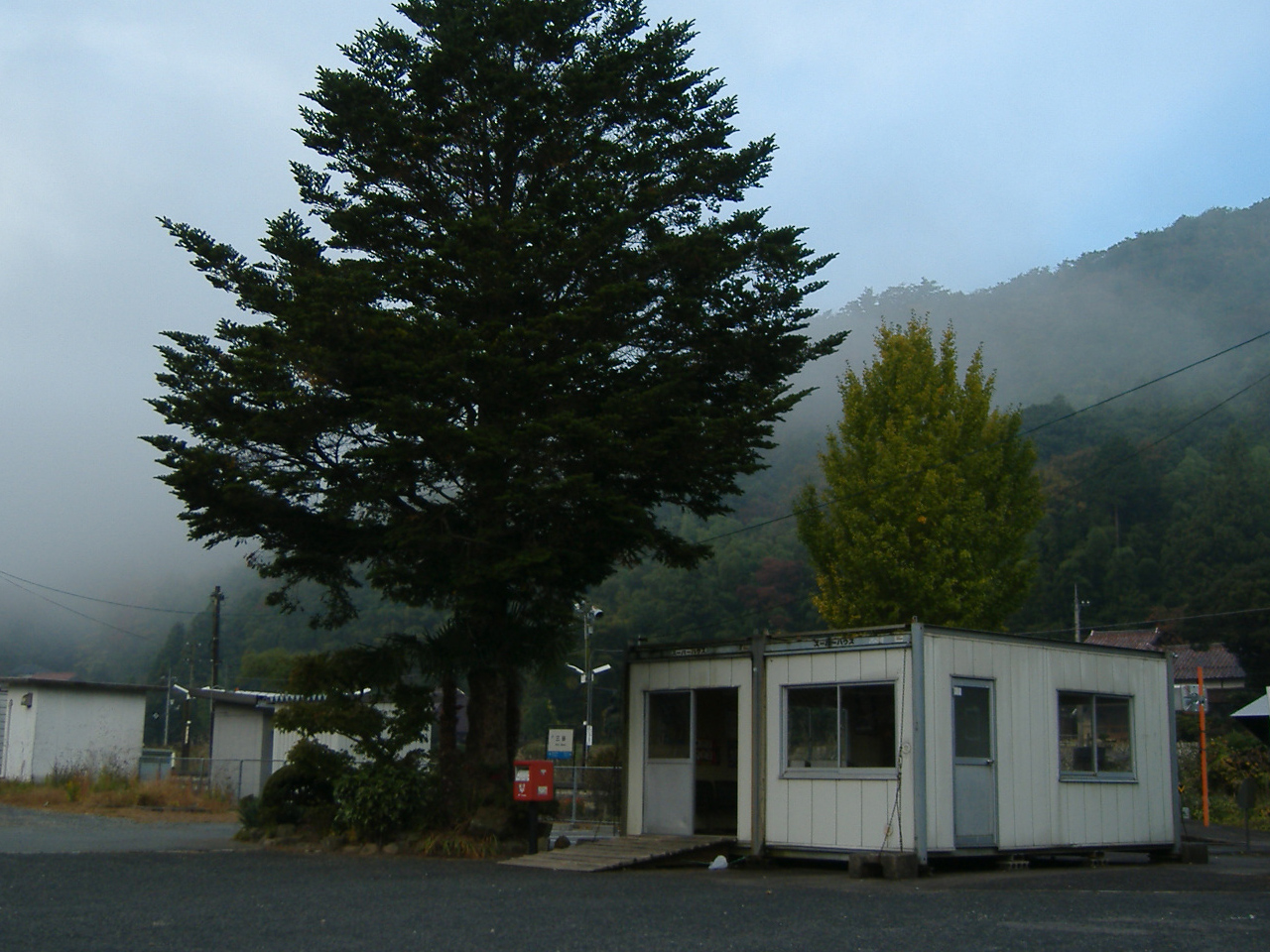
旧プレハブ駅舎（2007年11月）

  - 4月28日：鉄道院山口線篠目駅 - 当駅間延伸時に終着駅として開設[1][2]。
  - 11月3日：山口線当駅 - 徳佐駅間延伸[1]、途中駅となる[1]。
- 1971年（昭和46年）8月10日：貨物取扱廃止[3]。
- 1984年（昭和59年）2月1日：荷物扱い廃止[2]、無人駅化[4]。
- 1987年（昭和62年）4月1日：国鉄分割民営化に伴い、JR西日本に移管[2][5]。
- 2001年（平成13年）
  - 5月16日：旧駅舎焼失[6]。
  - 7月下旬：阿東町がプレハブ駅舎新設[7][8]。
- 2010年（平成22年）：新駅舎完成。
- 2021年（令和3年）5月20日：簡易委託解除、終日無人駅化。

## 駅構造
島式ホーム1面2線を有する列車交換可能な地上駅。
新山口駅管理の無人駅。以前は簡易委託駅で乗車券（常備券のみ）が付近の商店で販売されていた（駅舎外発券）。
駅舎は2001年5月16日に漏電が原因と思われる火災で焼失したが、JR西日本が不採算を理由に再建を拒否した。そのため、地元負担で設置されたプレハブ駅舎で営業していたが、2010年に新駅舎が建てられた（CTC連動列車接近装置は新駅舎設置前後共に駅舎外設置となった）。その駅舎は上り線南側益田寄りに位置しており、その横にある構内踏切を通ってホームに入る形である。

### のりば
| ホーム      | 路線    | 方向 | 行先             |
| ----------- | ------- | ---- | ---------------- |
| 駅舎側（1） | ■山口線 | 上り | 山口・新山口方面 |
| 反対側（2） | ■山口線 | 下り | 津和野・益田方面 |

※実際には上記ののりば番号は無い。上記番号は列車運転指令上の番線番号である。

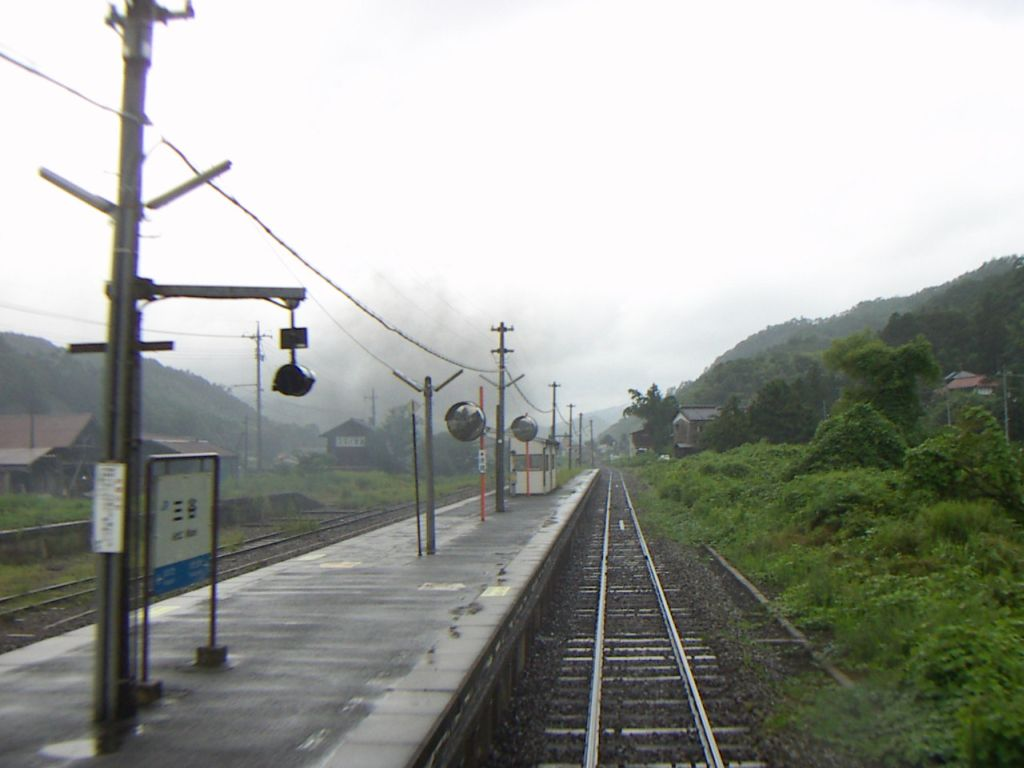
ホーム（2005年8月）
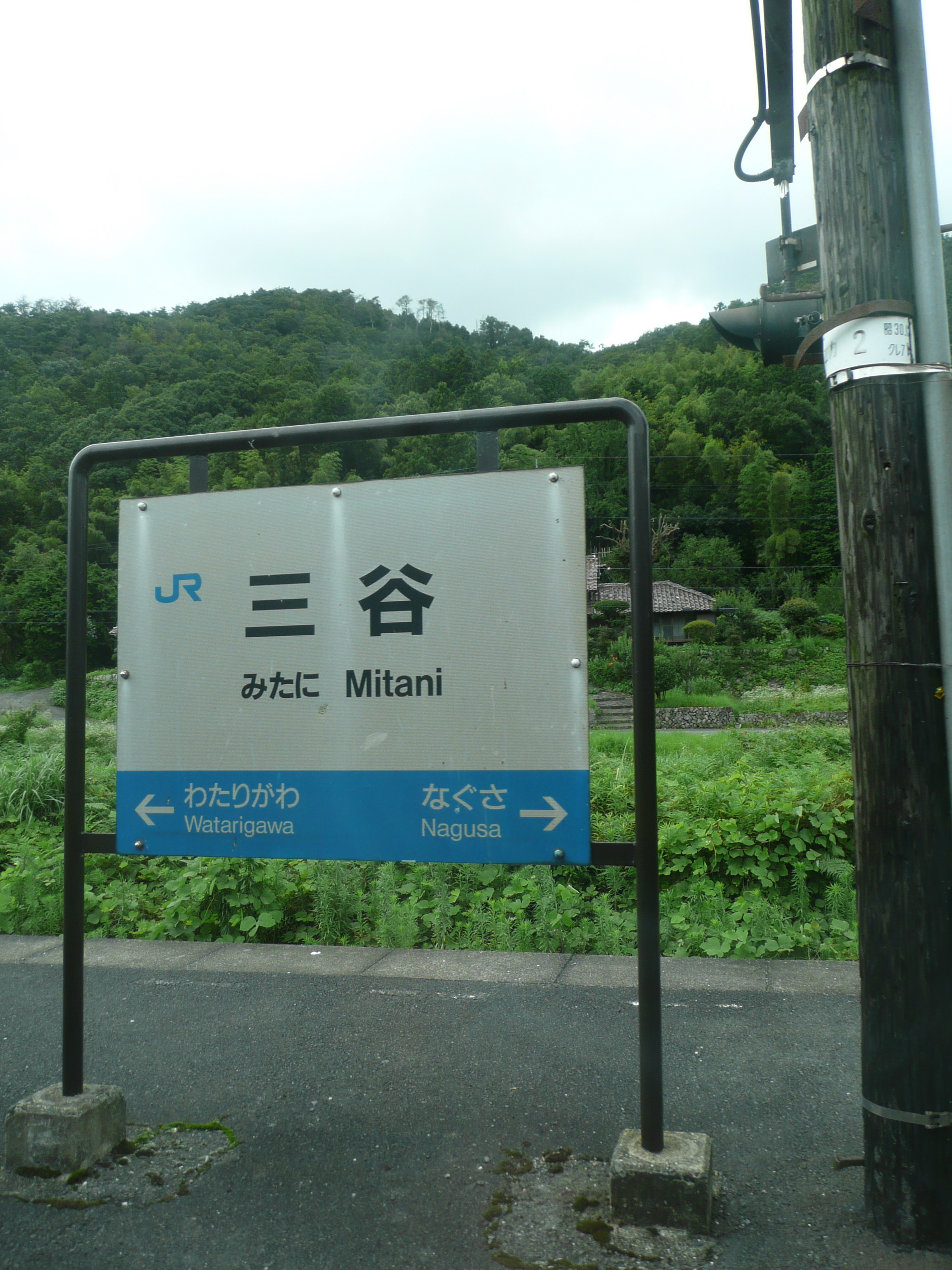
駅名標（2009年7月）

## 利用状況
近年の1日平均乗車人員の推移は以下の通り。
| 乗車人員推移 | 乗車人員推移 |
| 年度         | 1日平均人数  |
| ------------ | ------------ |
| 1999         | 123          |
| 2000         |              |
| 2001         | 87           |
| 2002         | 83           |
| 2003         | 80           |
| 2004         | 71           |
| 2005         | 61           |
| 2006         | 57           |
| 2007         | 52           |
| 2008         | 50           |
| 2009         | 43           |
| 2010         | 45           |
| 2011         | 47           |
| 2012         | 44           |
| 2013         | 37           |
| 2014         | 39           |
| 2015         | 33           |
| 2016         | 26           |
| 2017         | 29           |
| 2018         | 24           |
| 2019         | 25           |
| 2020         | 21           |
| 2021         | 21           |
| 2022         | 21           |

## 駅周辺
- 三谷簡易郵便局
- 山口警察署三谷駐在所
- 国道9号
- 山口県道11号萩篠生線
- 山口県道311号篠目徳佐下線
- 阿武川

※阿東町立三谷小学校の最寄駅でもあったが、同校は2000年（平成12年）に廃校となった。

### バス路線
- 防長交通 三谷駅入口バス停（駅出口を左に曲がり徒歩約3分の県道上にある。）
  - 山口市街地・湯田温泉方面
  - 萩バスセンター・吉部（萩市むつみ地域）方面
  - 徳佐・津和野方面

## 隣の駅
※特急「スーパーおき」の隣の停車駅は列車記事を参照のこと。
西日本旅客鉄道（JR西日本）
■山口線
渡川駅 - 三谷駅 - 名草駅